# Bandeira da Organização Meteorológica Mundial
A bandeira do Organização Meteorológica Mundial é um dos símbolos oficiais da referida organização.

## História
A bandeira foi adotada em 1º de janeiro de 1968 por meio do documento "Flag code and regulations of the World Meteorological Organization" (em português:  Código e regulamento da bandeira da Organização Meteorológica Mundial). Nesse documento é dito que a bandeira da organização será o emblema oficial da Organização Meteorológica Mundial centrada em um fundo azul das Nações Unidas. Tal emblema aparecerá em branco em ambos os lados da bandeira, exceto quando prescrito de outra forma pelo regulamento. A bandeira deve ser feita nos tamanhos que podem ser ocasionalmente prescritos pelo regulamento.
O emblema da organização consistia no emblema das Nações Unidas com uma rosa dos ventos de oito pontos na parte superior. Além da rosa dos ventos haviam, também na parte superior, duas siglas - "OMM" e "WMO" - escritas em letras em caixa alta, brancas e não serifadas que eram separadas pelo ponto equivalente ao norte da rosa do ventos e dispostas de forma arqueada de modo que as letras seguissem o contorno da projeção azimutal. Contudo, em 26 de junho 2012, o emblema foi alterado em dois aspectos: 1) com a retirada da letras, e 2) com a modificação das cores rosa-dos-ventos, que passou de azul celeste e branco para ouro e branco. Assim, a bandeira também foi alterada para adequar-se a essas modificações.

## Simbolismo

Rosa dos ventos de oito pontos

As cores azul celeste e branco, que são as predominantes da bandeira, são as cores tradicionais das Nações Unidas. Além disso, seu emblema consiste numa projeção azimutal equidistante do mapa mundo sem a Antártida, pois a mesma está centrada no Polo Norte. Esse desenho representa os povos do mundo. Finalmente, é rodeada de ramos de oliveira, um símbolo universal de paz.
A rosa dos ventos é um símbolo bastante comum em todos os sistemas de navegação antigos e atuais, sendo adotada como um símbolo da meteorologia, pois, seu surgimento tinha o objetivo de analisar a direção do vento e traçar estratégias para a navegação. Sua relação inicial com o vento e seu aspecto, semelhante a pétalas, foram responsáveis por atribuir-lhe esse nome.
As inscrições "OMM" e "WMO" presentes na primeira bandeira vêm da sigla da organização na francês (Organisation Météorologique Mondiale - OMM), que também coincide com a sigla na maioria das língua latinas; enquanto a outra vem do inglês (World Meteorological Organization - WMO),também coincide algumas línguas germânicas.